# چاه کلنته
چاه کلنته یک منطقهٔ مسکونی در ایران است که در دهستان نه واقع شده‌است. چاه کلنته ۱۴ نفر جمعیت دارد.